# Cortes de amor
Las cortes de amor eran unos tribunales que antiguamente formaban algunas damas y varios caballeros para dirimir las contiendas que surgieran entre los trovadores, así como las cuestiones de galantería y todo lo que se refería al amor.
Estos tribunales existieron desde el siglo XII al XIV en Provenza y Cataluña. 
Se regían por una especie de código del amor, en 31 artículos.